# Добривоје Павлица
Добривоје Павлица (Горња Плоча, 27. октобар 1949), је српски пјевач личких и крајишких народних пјесама.

## Биографија
Добривоје Добре Павлица – Ликота рођен је у селу Горња Плоча код Грачаца у Лици 1949. године, од оца Раде и мајке Јање (р. Врачар). Његови су преци у Лику дошли из села Павлица у Рашкој. Основну школу је завршио у родном селу. Потом завршава гимназију у Бенковцу, педагошки смјер. Године 1968. долази студирати у Загреб и завршио вишу управну школу. У Загребу је  завршио и приватну музичку школу, смјер соло пјевање и хармонику. Био је предавач из области физичко-техничког и противпожарног обезбјеђења људи и имовине и ванредни предавач криминалистике и радног права на Вишој школи заштите од пожара - Секретеријата за унутрашње послове у Загребу. Био је запослен у „Сигурности“ Загреб, „Сигурности“ Врачар у Београду и „Беозаштити“ Београд, гдје је био генерални директор до пензионисања.
У току свог самосталног културно - умјетничког и естрадног рада и стваралаштва урадио је много на истраживању, његовању и очувању народне пјесме, обичаја, традиције и идентитета народа Лике и Крајине. Био је дугогодишњи вокални солиста и спољни сарадник народне редакције радио Загреба. Снимио је већи број радио и ТВ емисија. Писао је и књиге о свом завичају, личким обичајима, личкој ношњи, пјесми, шалама, а с циљем да се сачува од заборава народно стваралаштво српског православног народа Лике. Свира хармонику, тамбурицу трожицу (дангубицу) и двојнице. Добитник је више награда и признања.
Супруга му је Ђурђица Борић, такође Личанка, бивша упосленица ТВ Загреб. Са супругом живи у Криваји код Бачке Тополе, и у Новом Саду.

## Дискографија
За Југотон из Загреба снимио је укупно 15 музичких албума, од којих је најуспјешнији двапут златни албум Личко прело, а који је за ПГП РТС обновљен у допуњеном, измјењеном и проширеном издању 2007. године под називом Најљепше личке народне пјесме и обичаји личких прела.

### Албуми
- Крајишка завичајна химна (ПГП РТС, 2011)[6]
- Најљепше личке народне пјесме и обичаји личких прела (ПГП РТС, 2007)[7]
- Кад ми моја Лика на ум пане (Нина трејд, 1997)[8]
- Народне пјесме Лике, Крајине и Буковице / Пјесма Дану устанка – 27. јули (Југотон, 1989)[9]
- Народне пјесме Лике, Кордуна, Баније и Жумберка (Југотон, 1987)[10]
- Личке народне пјесме, плесови и кола (Југотон, 1986)[11]
- Личке народне пјесме и обичаји уз печење ракије (Југотон, 1985)[12]
- Ја се враћам кршној Лици (Југотон, 1982)[13]
- Народни обичај: Личко прело (Југотон, 1981)[14]

### Синглови
- Личани су најбољи војници (Југотон, 1979)[15]
- Личке народне пјесме из НОБ-а (Југотон, 1977)[16]
- Народни обичај: Личко прело (Југотон, 1976)[17]
- Јој, ојкане, личка пјесмо дивна / Личко коло (Југотон, 1975)[18]

## Дјела
- Најљепше личке шале о Дани и Мани - Народно благо Лике, Криваја (2003)
- Личка народна ношња, са освртом на живот и рад великог научника из Лике Николу Теслу, Криваја (2006)
- Личке народне пјесме, кола, плесови и лички народни музички инструменти, Криваја (2010)